# آقا محسن آشتیانی
آقا محسن آشتیانی جد اعلای خاندان مستوفیان و از مالکان بزرگ آشتیان بود.
آقا محسن زمانی به کریم‌خان زند پناه داد که مغضوب نادرشاه بود و جان او را حفظ کرد و کریم خان پس از آن‌که به سلطنت رسید در برابر محبت‌های گذشته، سه فرزند او را به‌نام‌های میرزا کاظم، هاشم خان و آقاسی بیگ مقامات مهم درباری بخشید.
پس از وفات کریم‌خان فرزندانش به دلیل حُسن خدمت در دربارِ قاجار باقی ماندند و تا اواخر دورهٔ قاجار، بیشتر نوادگان آقا محسن تا یک قرن بعد از او مناصب مهم دیوانی داشتند و اغلب از مستوفی‌های بزرگ بودند.
چند تن از نوادگان او نیز به نخست‌وزیری ایران رسیدند که عبارتند از:
- حسن مستوفی
- محمد مصدق
- احمد متین دفتری
- حسن وثوق
- احمد قوام
- میرزا یوسف آشتیانی صدراعظم ناصرالدین شاه

میرزا محمدعلی مایل مستوفی ملقب به «وزیرالوزرا» از مشاوران عباس میرزا، از دیگر نوادگان آقا محسن آشتیانی بود.
خاندان‌های مستوفی‌الممالکی، دفتری، متین‌دفتری، مصدق، میکده، وثوق، قوام، شکوه، دادور، فرهاد، فرهادمعتمد و مقتدر از نوادگان آقا محسن هستند.